# Conadrogach
Conadrogach ist ein polnisches Internetprojekt (zu finden unter conadrogach.pl), das nach eigener Aussage sämtliche polnischen Straßen aufführt und laufend aktualisiert. Das Informationsangebot betrifft unter anderem aktuelle Nachrichten zu Baumaßnahmen und Verkehrsbeeinträchtigungen.

## Hintergrund
Das Verkehrsnetz in Polen ist in folgende Straßentypten gegliedert:
- Autostrada (Autobahn)
- Droga ekspresowa (Schnellstraße)
- Droga krajowa (Landesstraße)
- Droga wojewódzka (Woiwodschaftsstraße).

Droga wojewódzkas werden von den jeweiligen Woiwodschaften verwaltet, die anderen drei oben aufgeführten vom polnischen Staat.

## Beschreibung
Conadrogach ist sammelt Informationen zu allen Straßen Polens. Jede Straße mit Informationen auf der dortigen Homepage verfügt über eine eigene Seite auf conadrogach.pl, auf der Informationen zur jeweiligen Straße laufend aktualisiert werden. Dazu gehören generelle Informationen zur Straße und aktuelle Nachrichten wie Bauvorhaben oder Verkehrshindernisse.
Der jeweilige Straßenverlauf wird sowohl auf Straßenkarten (als interaktive Karte) sowie der Orte in tabellarischer Form dargestellt. In der Tabelle mit den Orten ist angegeben, welche weiteren Straßen die beschriebene Straße im jeweiligen Ort kreuzen. Teilweise sind Fotos vorhanden.
Anna Kluba ist obliegt seit mehreren Jahren die Leitung und die Urheberschaft der Website; auch ist sie Autor zahlreicher Veröffentlichungen in Fachzeitschriften. Michał Zawadzki ist Bauingenieur und Journalist und kennt sich daher beim Thema Straßenbau gut aus. Ein weiterer Mitherausgeber ist Michał Kluba. Der Sitz der Betreiber ist in Kostomłoty.